# Kai Behrend
Kai Behrend (* 1961) ist ein deutscher Mathematiker, der sich mit Algebraischer Geometrie befasst.

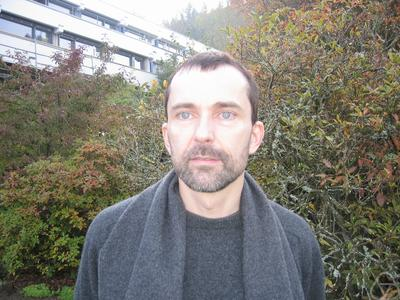
Kai Behrend in Oberwolfach

Behrend studierte an der Universität Bonn mit dem Diplom 1987 bei Günter Harder (Moduli spaces for vector bundles with level structures on algebraic curves) und wurde 1991 an der University of California, Berkeley, bei Arthur Ogus (und Günter Harder) promoviert (The Lefschetz Trace Formula for the Moduli Stack in Principal Bundles). Als Post-Doktorand war er am Massachusetts Institute of Technology. Er ist Professor an der University of British Columbia.
Er befasste sich mit Modulräumen algebraischer Kurven, algebraischen Stacks, Gromov-Witten-Invarianten, Donaldson-Thomas Invarianten. Diese Forschungsgebiete sind im Umfeld der Stringtheorie aktuell.
Teilweise mit Barbara Fantechi und Yuri Manin benutzte er die Theorie der Stacks um die virtuelle Fundamentalklasse von Modulräumen stabiler Abbildungen zu bestimmen und damit dessen Gromov-Witten-Invarianten mit Anwendungen in enumerativer algebraischer Geometrie. Weitere fundamentale Arbeiten betrafen Differentielle Graduierte Schemata (Differential Graded Schemes) und den Beweis, dass Donaldson-Thomas-Invarianten (die wiederum Verbindungen zu Gromov-Witten-Invarianten haben) mit der Euler-Charakteristik ihrer Modulräume zusammenhängen.
2001 erhielt er den Coxeter-James-Preis und 2011 Jeffery-Williams-Preis. 2014 war er Eingeladener Sprecher auf dem ICM in Seoul (On the virtual fundamental class). Für 2015 wurde ihm der CRM-Fields-PIMS Prize zugesprochen. Er ist Fellow der American Mathematical Society.

## Schriften
- Gromov-Witten Invariants in algebraic geometry, Inventiones Mathematicae, Band 127, 1997, S. 601–617, Arxiv
- mit Barbara Fantechi: The intrinsic normal cone, Inventiones Mathematicae, Band 128, 1997, S. 45–88, Arxiv
- mit Yuri Manin: Stacks of stable maps and Gromov Witten Invariants, Duke Mathematical Journal, Band 85, 1996, S. 1–60, Arxiv
- Derived l-adic categories for algebraic stacks, Memoirs of the American Mathematical Society, 2003